# Saccharedens
Saccharedens es un género de bacterias gramnegativas de la familia Alcaligenaceae. Actualmente  (2004) contiene una sola especie: Saccharedens versatilis. Fue descrita en el año 2017. Su etimología hace referencia a ingestión de azúcar. El nombre de la especie hace referencia a versátil. Es aerobia y móvil. Tiene un tamaño de 0,3-0,4 μm de ancho por 0,8-1,6 μm de largo. Forma colonias blancas en agar TSA. También crece en agar BHI y agar sangre sin causar hemólisis. Catalasa negativa. Temperatura de crecimiento entre 23-47 °C, óptima de 40 °C. Es resistente a rifamicina, lincomicina, vancomicina, ácido nalidíxico y aztreonam. Tiene un contenido de G+C de 59,2%. Se ha aislado del intestino de la hormiga Cephalotes rohweri en Arizona, Estados Unidos. 